# El candelabro enterrado
El candelabro enterrado es una novela del escritor austriaco Stefan Zweig publicada en 1937.

## Sinopsis
El protagonista es un hombre que desde su niñez busca su descanso y el de su pueblo. Ya viejo, convertido en rabino, ve cómo los años pasan sin proporcionarle el regreso a su tierra prometida. 
Elegido para cumplir una misión divina y venerado por todos, vive esperando el día en que se cumpla su destino. Todos esperan de él un milagro, materializado en la recuperación de un amuleto sagrado para los judíos, el candelabro de los siete brazos, la Menorah. Esta pasa de mano en mano desde la caída del Imperio Romano a través de periódicas invasiones y múltiples desafíos.